# Alfred Schreiner
Alfred Schreiner (* 16. Dezember 1954; † 28. April 2024) war ein österreichischer Gewerkschafter und Politiker (SPÖ). Er war von 2000 bis 2017 Präsident der Kammer für Arbeiter und Angestellte für das Burgenland. Zuletzt wurde er am 19. Mai 2014 zum vierten Mal in Folge von der Vollversammlung der AK Burgenland in das Amt gewählt.

## Leben
Der gelernte Schlosser war ÖGB-Jugendsekretär, Landessekretär der Gewerkschaft Textil-Bekleidung-Leder und Landessekretär der ÖGB-Landesexekutive Burgenland. Ab 1989 war Alfred Schreiner Kammerrat und Vorstandsmitglied der AK Burgenland. Im Mai 2000 wurde er erstmals zum Präsidenten gewählt, 2017 folgte ihm Gerhard Michalitsch in dieser Funktion nach. Schreiner war von 1990 bis 1991 Bürgermeister der damals zusammengeschlossenen Gemeinde Hirm-Antau. Von 1996 bis 2000 gehörte er dem burgenländischen Landtag als Abgeordneter der SPÖ an. Seine Urne wurde in Zillingtal beigesetzt.